# کی‌یف‌پاسترانس
کی‌یف‌پاسترانس (انگلیسی: Kyivpastrans) شرکت ترابری اوکراینی است، که در سال ۲۰۰۱ تأسیس شد.